# Tingüindín
Tingüindín è una municipalità dello stato di Michoacán, nel Messico centrale, il cui capoluogo è la città omonima.
La municipalità conta 13.511 abitanti (2010) e ha un'estensione di 174,09 km².
Il significato del nome della località  è luogo di adorazione.